# Bunta Sugawara
Bunta Sugawara (japanisch 菅原 文太 Sugawara Bunta; * 16. August 1933 in Sendai, Präfektur Miyagi; † 28. November 2014 in Tokio) war ein japanischer Schauspieler und Synchronsprecher, der in fast 200 Spielfilmen auftrat. Er spielte überwiegend in Yakuza- und Gangsterfilmen mit. Sein ältester Sohn Sugawara Kaoru war ebenfalls Schauspieler; Kaoru starb im Oktober 2001 bei einem Eisenbahnunfall. 

## Karriere
Bunta Sugawara wurde 1933 als Sohn des Yōga-Malers und Dichters Jirō Hazama in Sendai geboren. Als er vier Jahre alt war, ließen sich seine Eltern scheiden und er zog nach Tokio, um dort bei seinem Vater und seiner Stiefmutter zu leben. Nach seiner Schulzeit begann er ein Jurastudium, musste dies jedoch in seinem zweiten Jahr beenden und begann im Jahr 1956 als Model zu arbeiten. 
Seine erste kleine Rolle spielte er im Jahr 1956 in dem Tōhō-Film Aishū no Machi ni Kiri ga Furu (哀愁の街に霧が降る, In the Town of Pathos, the Fog Falls). Sugawara tauchte im Jahr 1958 in Teruo Ishiis White Line auf, nachdem er von den Shintoho-Studios entdeckt worden war. Bei Shintoho bekam er auch Hauptrollen, obwohl er eigentlich ein Anfänger war. Als Shintōhō jedoch 1961 Insolvenz anmeldete, ging Sugawara zu den Shochiku-Studios, wo er in Masahiro Shinodas Shamisen and Motorcycle besetzt wurde, die Rolle aber verlor, als er alkoholisiert zu spät ans Set kam. 
Durch eine Empfehlung von Noboru Ando wechselte er 1967 zu den Tōei-Studios. Sugawaras erste Hauptrolle bei Toei war in Gendai Yakuza: Yotamono no Okite (Modern Yakuza-Outlaw's Code) aus dem Jahr 1969 eine sechsteilige Reihe, die mit Street Mobster (1972) von Kinji Fukasaku den erfolgreichsten Teil verzeichnen konnte. Seinen größten Erfolg hatte er im Alter von 40 Jahren, als er in Fukasakus fünfteiligem Yakuza-Epos „Battles Without Honor and Humanity“ mitwirkte. Basierend auf einem realen Yakuza-Konflikt in Hiroshima, wurde die Serie sehr erfolgreich. Die Rolle von Shōzō Hirono ist immer noch seine bekannteste. Sugawara spielte auch in Fukasakus Cops vs. Thugs (1975) mit. Ebenfalls im Jahr 1975 spielte er in der Komödie Torakku Yarō: Go-Iken Muyō einen liebessuchenden Lastwagenfahrer, eine zehn Folgen umfassende Serie. Sugawara gewann 1980 den Preis der Japan Academy als bester Nebendarsteller für seine Rolle als Detektiv in Kazuhiko Hasegawas satirischem Film Taiyō o Nusunda Otoko.

## Privat
Am 23. Februar 2012 gab Sugawara seinen Rücktritt als Schauspieler bekannt. 
Am 1. Dezember 2014 wurde bekannt gegeben, dass Sugawara am 28. November 2014 in einem Krankenhaus in Tokio an Leberkrebs gestorben war.

## Filmographie (Auswahl)
- 1964: Mädchen im Schatten
- 1968: Wicked Priest
- 1968: A Lively Geisha
- 1968: Wicked Priest 2: Ballad of Murder
- 1968: Modern Yakuza 1: Law of the Shameless
- 1969: Yakuza’s Law
- 1969: Memoir of Japanese Assassins
- 1969: Wicked Priest: Pilgrimage of Death
- 1969: Outlaw Corps
- 1970: Wicked Priest: Comes Back
- 1970: Whipmaster: Ballad of Murder
- 1972: Red Silk Gambler
- 1972: Outlaw Killers: Three Mad Dog Brothers
- 1973: Battles Without Honor and Humanity
- 1974: New Battles Without Honor and Humanity
- 1977: The Tattooed Hit Man
- 1981: The Gate of Youth
- 1982: Ein Entführer wird gejagt
- 1990: Der Schrecken der Berge
- 1990: Tekken
- 1992: Distant Justice – Das Recht des Stärkeren
- 2005: Krieg der Dämonen